# 38-й армійський корпус (Третій Рейх)
38-й армі́йський ко́рпус (нім. XXXVIII. Armeekorps) — армійський корпус Вермахту за часів Другої світової війни. З 31 грудня 1944 перетворений на 38-й танковий корпус.

## Історія
XXXVIII-й армійський корпус був сформований 27 січня 1940 у 2-му військовому окрузі (нім. Wehrkreis II) в Шверіні.

## Райони бойових дій
- Німеччина (січень — травень 1940);
- Бельгія та Франція (травень 1940 — травень 1941);
- Німеччина (Східна Пруссія) (травень — червень 1941);
- СРСР (північний напрямок) (червень 1941 — жовтень 1944);
- Курляндський мішок (жовтень — грудень 1944).

## Командування

### Командири
- генерал від інфантерії Еріх фон Манштейн (нім. Erich von Manstein) (1 лютого 1940 — 28 лютого 1941);
- генерал від інфантерії Фрідріх-Вільгельм фон Шапп'юї (нім. Friedrich-Wilhelm von Chappuis) (15 березня 1941 — 28 березня 1942);
- генерал від інфантерії Зігфрід Геніке (нім. Siegfried Hänicke) (29 березня — 29 червня 1942);
- генерал артилерії Курт Герцог (нім. Kurt Herzog) (29 червня 1942 — 31 грудня 1944).

## Бойовий склад 38-го армійського корпусу
Формування управління, забезпечення та підтримки
- 30-те артилерійське командування (Arko 30),
- 438-й корпусний батальйон зв'язку (Korps-Nachrichten-Abteilung 438);
- 438-ме управління корпусного постачання (Korps-Nachschubtruppen 438).

- 44-та піхотна дивізія (44. Infanterie-Division);
- 72-га піхотна дивізія (72. Infanterie-Division);
- 82-га піхотна дивізія (82. Infanterie-Division).

- 78-ма піхотна дивізія (78. Infanterie-Division);
- 81-ша піхотна дивізія (81. Infanterie-Division);
- 162-га піхотна дивізія (162. Infanterie-Division);
- 169-та піхотна дивізія (169. Infanterie-Division);
- 260-та піхотна дивізія (260. Infanterie-Division);
- 290-та піхотна дивізія (290. Infanterie-Division);
- 292-га піхотна дивізія (292. Infanterie-Division);
- 293-тя піхотна дивізія (293. Infanterie-Division);
- 294-та піхотна дивізія (294. Infanterie-Division);
- 296-та піхотна дивізія (296. Infanterie-Division);
- 298-ма піхотна дивізія (298. Infanterie-Division);
- поліційна дивізія СС (Polizei-Division).

- 6-та піхотна дивізія (6. Infanterie-Division);
- 27-ма піхотна дивізія (27. Infanterie-Division);
- 46-та піхотна дивізія (46. Infanterie-Division).

- 6-та піхотна дивізія;
- 27-ма піхотна дивізія;
- 46-та піхотна дивізія;
- 1-ша кавалерійська дивізія (1. Kavallerie-Division).

- 26-та піхотна дивізія (26. Infanterie-Division);
- 34-та піхотна дивізія (34. Infanterie-Division);
- 254-та піхотна дивізія (254. Infanterie-Division).

- 58-ма піхотна дивізія (58. Infanterie-Division);
- 254-та піхотна дивізія.

- 1-ша піхотна дивізія (1. Infanterie-Division);
- 58-ма піхотна дивізія.

- 126-та піхотна дивізія (126. Infanterie-Division);
- 250-та піхотна дивізія (250. Infanterie-Division).

- 81-ша піхотна дивізія;
- 126-та піхотна дивізія;
- 250-та піхотна дивізія.

- 58-ма піхотна дивізія;
- 126-та піхотна дивізія;
- 250-та піхотна дивізія;
- 285-та дивізія охорони (285. Sicherungs-Division);
- 2-га бригада СС (SS-Brigade 2).

- 212-та піхотна дивізія (212. Infanterie-Division);
- 250-та піхотна дивізія.

- 20-та піхотна дивізія (20. Infanterie-Division);
- 212-та піхотна дивізія.

- 1-й корпус ППО (Третій Рейх) (1. Flak-Korps);
- 20-та піхотна дивізія;
- 212-та піхотна дивізія;
- 254-та піхотна дивізія;

- 212-та піхотна дивізія;
- 254-та піхотна дивізія;
- 1-ша авіапольова дивізія (1. Luftwaffen-Feld-Division).

- 212-та піхотна дивізія;
- 1-ша авіапольова дивізія.

- 23-тя піхотна дивізія (23. Infanterie-Division);
- 212-та піхотна дивізія;
- 1-ша авіапольова дивізія.

- 23-тя піхотна дивізія;
- 1-ша авіапольова дивізія.

- 217-та піхотна дивізія (217. Infanterie-Division);
- 1-ша авіапольова дивізія;
- латиська добровольча бригада СС (Lettische SS-Freiwilligen-Brigade).

- 28-ма єгерська дивізія (28. Jäger-Division);
- 1-ша авіапольова дивізія;
- латиська добровольча бригада СС.

- 21-ша піхотна дивізія (21. Infanterie-Division);
- 83-тя піхотна дивізія (83. Infanterie-Division);
- 21-ша авіапольова дивізія (21. Luftwaffen-Feld-Division).